# Círculo de Gao
Gao es una subdivisión administrativa (cercle o círculo) de la región de Gao, en Malí. En abril de 2009 tenía una población censada de 239 535 habitantes y estaba formada por las siguientes comunas o municipios, que se muestran igualmente con población de abril de 2009:
- Anchawadi 20,559
- Gabero 25,621
- Gao 86,353
- Gounzoureye 27,249
- N'Tillit 22,285
- Sony Aliber 47,618
- Tilemsi 9,850[1]